# Eupithecia morosa
Eupithecia morosa là một loài bướm đêm trong họ Geometridae.